# Szwajcaria na Letnich Igrzyskach Olimpijskich 1920
Szwajcarię na Letnich Igrzyskach Olimpijskich 1920 reprezentowało 77 zawodników (nie wystąpiła żadna kobieta). Był to siódmy start reprezentacji Szwajcarii na letnich igrzyskach olimpijskich.

## Zdobyte medale
| Medal  | Zawodnik                                                                                   | Dyscyplina           | Konkurencja                                  | Rezultat   |
| ------ | ------------------------------------------------------------------------------------------ | -------------------- | -------------------------------------------- | ---------- |
| Złoto  | Willy Brüderlin, Max Rudolf, Paul Rudolf, Hans Walter, Paul Staub                          | Wioślarstwo          | Czwórka ze sternikiem                        | 6:54,0 min |
| Złoto  | Robert Roth                                                                                | Zapasy               | Styl wolny waga ciężka                       |            |
| Srebro | Fritz Hünenberger                                                                          | Podnoszenie ciężarów | waga lekkociężka                             | 277,5 kg   |
| Srebro | Charles Courant                                                                            | Zapasy               | Styl wolny waga półciężka                    |            |
| Brąz   | Eugène Ryther                                                                              | Podnoszenie ciężarów | waga piórkowa                                | 210 kg     |
| Brąz   | Eugene Addor, Joseph Jehle, Fritz Kuchen, Werner Schneeberger, Weibel                      | Strzelectwo          | Karabin wojskowy 300 i 600 m leżąc drużynowo | 563 pkt    |
| Brąz   | Fritz Kuchen                                                                               | Strzelectwo          | Karabin wojskowy 300 m leżąc indywidualnie   | 59 pkt     |
| Brąz   | Gustave Amoudruz, Ulrich Fahrner, Fritz Kuchen, Werner Schneeberger, Bernhard Siegenthaler | Strzelectwo          | Karabin dowolny 3 postawy drużynowo          | 4698 pkt   |
| Brąz   | Gustave Amoudruz, Hans Egli, Domenico Giambonini, Joseph Jehle, Fritz Zulauf               | Strzelectwo          | Pistolet wojskowy 30 m drużynowo             | 1270 pkt   |
| Brąz   | Fritz Zulauf                                                                               | Strzelectwo          | Pistolet wojskowy 30 m indywidualnie         | 269 pkt    |
| Brąz   | Édouard Candeveau, Alfred Felber, Paul Piaget                                              | Wioślarstwo          | Dwójka ze sternikiem                         |            |

## Skład kadry

### Boks
| Zawodnik          | Konkurencja     | 1/16             | 1/8                 | Ćwierćfinał      | Półfinał         | Finał            | Finał         |
| Zawodnik          | Konkurencja     | Przeciwnik Wynik | Przeciwnik Wynik    | Przeciwnik Wynik | Przeciwnik Wynik | Przeciwnik Wynik | Miejsce       |
| ----------------- | --------------- | ---------------- | ------------------- | ---------------- | ---------------- | ---------------- | ------------- |
| Willy Reichenbach | waga półśrednia |                  | Alexander Ireland P | Nie awansował    | Nie awansował    | Nie awansował    | Nie awansował |

### Hokej na lodzie
Reprezentacja mężczyzn
| - Rodolphe Cuendet - Louis Dufour, Jr. - Max Holzboer - Marius Jaccard |  | - Bruno Leuzinger - Paul Lob - René Savoie - Max Sillig |

#### Turniej o złoty medal
Ćwierćfinał
|  | Stany Zjednoczone | 29:0 | Szwajcaria |  |

|  |  |  |  |  |

#### Turniej o brązowy medal
Półfinał
|  | Szwecja | 4:0 | Szwajcaria |  |

|  |  |  |  |  |

Reprezentacja Szwajcarii została sklasyfikowana na 5. miejscu

### Lekkoatletyka
Konkurencje biegowe
| Konkurencja                 | Zawodnik                                                  | Eliminacje | Eliminacje | Ćwierćfinał        | Ćwierćfinał        | Półfinał             | Półfinał             | Finał              | Finał              |
| Konkurencja                 | Zawodnik                                                  | Wynik      | Miejsce    | Wynik              | Miejsce            | Wynik                | Miejsce              | Wynik              | Miejsce            |
| --------------------------- | --------------------------------------------------------- | ---------- | ---------- | ------------------ | ------------------ | -------------------- | -------------------- | ------------------ | ------------------ |
| 100 m                       | August Waibel                                             | b.d        | 4.         | Nie awansował      | Nie awansował      | Nie awansował        | Nie awansował        | Nie awansował      | Nie awansował      |
| 100 m                       | Josef Imbach                                              | 11,0       | 2.         | 11,1               | 3.                 | Nie awansował        | Nie awansował        | Nie awansował      | Nie awansował      |
| 200 m                       | August Waibel                                             | b.d        | 4.         | Nie awansował      | Nie awansował      | Nie awansował        | Nie awansował        | Nie awansował      | Nie awansował      |
| 200 m                       | Josef Imbach                                              | 23,5       | 2.         | 23,1               | 2.                 | Nie ukończył biegu   | Nie ukończył biegu   | Nie awansował      | Nie awansował      |
| 800 m                       | Paul Martin                                               | 1:59,0     | 6.         |                    |                    | Nie awansował        | Nie awansował        | Nie awansował      | Nie awansował      |
| 5000 m                      | Alfred Gaschen                                            |            |            |                    |                    | 16:03,0              | 5.                   | Nie awansował      | Nie awansował      |
| 10 000 m                    | Alfred Gaschen                                            |            |            |                    |                    | 34:38,4              | 5.                   | Nie ukończył biegu | Nie ukończył biegu |
| 10 000 m                    | Oscar Garin                                               |            |            |                    |                    | 33:04,4              | 5.                   | b.d                | 9.                 |
| 110 m przez płotki          | Willi Moser                                               |            |            | Nie ukończył biegu | Nie ukończył biegu | Nie awansował        | Nie awansował        | Nie awansował      | Nie awansował      |
| sztafeta 4 × 100 m mężczyzn | August Waibel Walter Leibundgut Adolf Rysler Josef Imbach |            |            |                    |                    | 44,2                 | 4.                   | Nie awansowali     | Nie awansowali     |
| chód na 3 km                | Stanislas Anselmetti                                      |            |            |                    |                    | Dyskwalifikacja      | Dyskwalifikacja      | Nie awansował      | Nie awansował      |
| chód na 10 km               | Stanislas Anselmetti                                      |            |            |                    |                    | Nie ukończył wyścigu | Nie ukończył wyścigu | Nie awansował      | Nie awansował      |

Konkurencje techniczne
| Konkurencja    | Zawodnik        | Eliminacje | Eliminacje | Finał         | Finał         |
| Konkurencja    | Zawodnik        | Wynik      | Miejsce    | Wynik         | Miejsce       |
| -------------- | --------------- | ---------- | ---------- | ------------- | ------------- |
| skok w dal     | Hans Kindler    | 6,340      | 15.        | Nie awansował | Nie awansował |
| pchnięcie kulą | Luigi Antognini | 10,320     | 19.        | Nie awansował | Nie awansował |

| Zawodnik        | Konkurencje   | Konkurencje                | Wyniki | Punkty   | Miejsce |
| --------------- | ------------- | -------------------------- | ------ | -------- | ------- |
| Ernst Gerspach  | dziesięciobój | bieg 100 m                 | 12,0   | 666,8    | 7.      |
| Ernst Gerspach  | dziesięciobój | skok w dal                 | 6,0    | 608,0    | 13.     |
| Ernst Gerspach  | dziesięciobój | pchnięcie kulą             | 10,59  | 525      | 17.     |
| Ernst Gerspach  | dziesięciobój | skok wzwyż                 | 1,60   | 538      | 11.     |
| Ernst Gerspach  | dziesięciobój | bieg 400 m                 | 57,0   | 669,12   | 17.     |
| Ernst Gerspach  | dziesięciobój | rzut dyskiem               | 32,78  | 527,66   | 10.     |
| Ernst Gerspach  | dziesięciobój | bieg na 110 m przez płotki | 17,2   | 791,0    | 10.     |
| Ernst Gerspach  | dziesięciobój | skok o tyczce              | 3,10   | 541,0    | 7.      |
| Ernst Gerspach  | dziesięciobój | rzut oszczepem             | 41,88  | 474,200  | 7.      |
| Ernst Gerspach  | dziesięciobój | bieg na 1500 m             | 5:02,3 | 607,0    | 11.     |
| Ernst Gerspach  | dziesięciobój | Finał                      |        | 5947,780 | 9.      |
| Constant Bucher | dziesięciobój | bieg 100 m                 | 11,8   | 714,4    | 5.      |
| Constant Bucher | dziesięciobój | skok w dal                 | 5,850  | 571,250  | 16.     |
| Constant Bucher | dziesięciobój | pchnięcie kulą             | 9,71   | 437      | 21.     |
| Constant Bucher | dziesięciobój | skok wzwyż                 | 1,45   | 328      | 21.     |
| Constant Bucher | dziesięciobój | bieg 400 m                 | 56,0   | 706,72   | 13.     |
| Constant Bucher | dziesięciobój | rzut dyskiem               | 32,43  | 514,36   | 11.     |
| Constant Bucher | dziesięciobój | bieg na 110 m przez płotki | 19,2   | 601,0    | 15.     |
| Constant Bucher | dziesięciobój | skok o tyczce              | 2,90   | 433      | 10.     |
| Constant Bucher | dziesięciobój | rzut oszczepem             | 36,46  | 325,150  | 10.     |
| Constant Bucher | dziesięciobój | bieg na 1500 m             | 4:56,4 | 642,4    | 7.      |
| Constant Bucher | dziesięciobój | Finał                      |        | 5273,280 | 10.     |

### Łyżwiarstwo figurowe
| Zawodnik      | Konkurencja | Nota | Pozycja |
| ------------- | ----------- | ---- | ------- |
| Alfred Mégroz | Soliści     | 52,5 | 8.      |

### Piłka wodna
- Reprezentacja mężczyzn

| - Albert Mondet - Charles Biefer - Charles Horn - Henri Demiéville |  | - Jean Jenni - Armand Boppart - René Ricolfi-Doria |

Turniej główny

#### 1/8 Finału
| 23 sierpnia 1912 | Belgia | 11:0 | Szwajcaria |  |
|                  |        |      |            |  |

Reprezentacja Szwajcarii została sklasyfikowana na 9. miejscu.

### Pływanie
Mężczyźni
| Konkurencja      | Zawodnik           | Eliminacje           | Eliminacje           | Półfinał      | Półfinał      | Finał         | Finał         |
| Konkurencja      | Zawodnik           | Czas                 | Miejsce              | Czas          | Miejsce       | Czas          | Miejsce       |
| ---------------- | ------------------ | -------------------- | -------------------- | ------------- | ------------- | ------------- | ------------- |
| 100 m dowolnym   | Jean Jenni         | b.d                  | 5.                   | Nie awansował | Nie awansował | Nie awansował | Nie awansował |
| 400 m dowolnym   | René Ricolfi-Doria | b.d                  | 5.                   | Nie awansował | Nie awansował | Nie awansował | Nie awansował |
| 1500 m dowolnym  | René Ricolfi-Doria | Nie ukończył wyścigu | Nie ukończył wyścigu | Nie awansował | Nie awansował | Nie awansował | Nie awansował |
| 1500 m dowolnym  | Hans Drexler       | b.d                  | 4.                   | Nie awansował | Nie awansował | Nie awansował | Nie awansował |
| 400 m klasycznym | Henri Demiéville   | 7:12,4               | 2.                   | b.d           | 4.            | Nie awansował | Nie awansował |

### Podnoszenie ciężarów
| Konkurencja      | Zawodnik          | Wynik | Pozycja |
| ---------------- | ----------------- | ----- | ------- |
| waga piórkowa    | Eugène Ryter      | 210   | brąz    |
| waga lekkociężka | Fritz Hünenberger | 277,5 | srebro  |

### Skoki do wody
Mężczyźni
| Konkurencja   | Zawodnik     | Eliminacje | Eliminacje | Finał         | Finał         |
| Konkurencja   | Zawodnik     | Wynik      | Pozycja    | Wynik         | Pozycja       |
| ------------- | ------------ | ---------- | ---------- | ------------- | ------------- |
| trampolina 3m | Paul Knuchel | 431,35     | 7.         | Nie awansował | Nie awansował |

### Strzelectwo
| Konkurencja                                  | Zawodnik                                                                               | Finał | Finał   |
| Konkurencja                                  | Zawodnik                                                                               | Wynik | Pozycja |
| -------------------------------------------- | -------------------------------------------------------------------------------------- | ----- | ------- |
| pistolet wojskowy 30 m                       | Fritz Zulauf                                                                           | 269   | brąz    |
| pistolet wojskowy drużynowo                  | Fritz Zulauf Joseph Jehle Gustave Amoudruz Hans Egli Domenico Giambonini               | 1270  | brąz    |
| pistolet dowolny drużynowo                   | Fritz Zulauf Domenico Giambonini Hans Egli Gustave Amoudruz Bernhard Siegenthaler      | 2136  | 9.      |
| karabin dowolny 3 pozycje                    | Fritz Kuchen                                                                           | 961   | b.d     |
| karabin dowolny 3 pozycje                    | Gustave Amoudruz                                                                       | 959   | b.d     |
| karabin dowolny 3 pozycje                    | Werner Schneeberger                                                                    | 947   | b.d     |
| karabin dowolny 3 pozycje                    | Ulrich Fahrner                                                                         | 925   | b.d     |
| karabin dowolny 3 pozycje                    | Bernhard Siegenthaler                                                                  | 906   | b.d     |
| karabin dowolny 3 pozycje drużynowo          | Fritz Kuchen Gustave Amoudruz Werner Schneeberger Ulrich Fahrner Bernhard Siegenthaler | 4698  | brąz    |
| karabin wojskowy 300 m leżąc                 | Fritz Kuchen                                                                           | 59    | brąz    |
| karabin wojskowy leżąc 300 m drużynowo       | Fritz Kuchen Albert Tröndle Arnold Rösli Walter Lienhard Caspar Widmer                 | 281   | 4.      |
| karabin wojskowy stojąc 300 m drużynowo      | Fritz Kuchen Albert Tröndle Arnold Rösli Walter Lienhard Caspar Widmer                 | 234   | 8.      |
| karabin wojskowy leżąc 600 m drużynowo       | Fritz Kuchen Albert Tröndle Arnold Rösli Walter Lienhard Caspar Widmer                 | 279   | 6.      |
| karabin wojskowy leżąc 300 i 600 m drużynowo | Werner Schneeberger Joseph Jehle Weibel Fritz Kuchen Eugene Addor                      | 563   | brąz    |

### Szermierka
| Konkurencja          | Zawodnik | 1 runda | 1 runda | Ćwierćfinał | Ćwierćfinał    | Półfinały                                                      | Półfinały      | Finał                                                      | Finał          | Pozycja        |
| Konkurencja          | Zawodnik | Przeciwnik | Wynik   | Przeciwnik | Wynik          | Przeciwnik                                                     | Wynik          | Przeciwnik                                                 | Wynik          | Pozycja        |
| -------------------- | --- | --- | ------- | --- | -------------- | -------------------------------------------------------------- | -------------- | ---------------------------------------------------------- | -------------- | -------------- |
| szpada indywidualnie | Frédéric Fitting | Jan van der Wiel António Mascarenhas Evangelos Skotidas Maurice Dewee Roland Willoughby Kay Schrøder Bertil Uggla                                    |         | Nie awansował | Nie awansował  | Nie awansował                                                  | Nie awansował  | Nie awansował                                              | Nie awansował  | Nie awansował  |
| szpada indywidualnie | Edouard Fitting | Josef Javůrek Poul Rasmussen Frédéric Dubourdieu Ernest Gevers Carl Gripenstedt Frederico Paredes Louis Delaunoij Raymond Dutcher Robert Montgomerie |         | Nils Hellsten Alexandre Lippmann Ejnar Levison Orphile de Montigny Dino Urbani Henrique da Silveira Victor Boin Wouter Brouwer Georges Casanova Robin Dalglish |                | Nie awansował                                                  | Nie awansował  | Nie awansował                                              | Nie awansował  | Nie awansował  |
| szpada indywidualnie | Eugène Empeyta | Nils Hellsten Rui Mayer Joseph De Craecker Otakar Švorčík Alexandre Lippmann Martin Holt Georg Hegner Vasilios Zarkadis                              |         | Nie awansował | Nie awansował  | Nie awansował                                                  | Nie awansował  | Nie awansował                                              | Nie awansował  | Nie awansował  |
| szpada indywidualnie | Henri Jacquet | Orphile de Montigny Vilém Tvrzský Adrianus de Jong Henrique da Silveira Giovanni Canova David Warholm Ronald Campbell Georges Casanova               |         | Nie awansowała | Nie awansowała | Nie awansowała                                                 | Nie awansowała | Nie awansowała                                             | Nie awansowała | Nie awansowała |
| szpada indywidualnie | Louis de Tribolet | Ahmed Hassanein Dino Urbani Robin Dalglish Otto Baerentzen Armand Massard Manuel Queiróz Félix Vigeveno Leonard Schoonmaker                          | P W     | Nie awansował | Nie awansował  | Nie awansował                                                  | Nie awansował  | Nie awansował                                              | Nie awansował  | Nie awansował  |
| szpada drużynowo     | Henri Jacquet Léopold Montagnier Franz Wilhelm Frédéric Fitting Eugène Empeyta Louis de Tribolet John Albaret Édouard Fitting | |         | |                | Francja · Stany Zjednoczone · Wielka Brytania · Czechosłowacja | P W            | Włochy · Belgia · Francja · Portugalia · Stany Zjednoczone | P W            | 5.             |

### Tenis ziemny
| Konkurencja | Zawodnik                | 1 runda                                | 2 runda                                            | 3 runda                                                      | Ćwierćfinały     | Półfinały        | Finał            | Miejsce |
| Konkurencja | Zawodnik                | Przeciwnik Wynik                       | Przeciwnik Wynik                                   | Przeciwnik Wynik                                             | Przeciwnik Wynik | Przeciwnik Wynik | Przeciwnik Wynik | Miejsce |
| ----------- | ----------------------- | -------------------------------------- | -------------------------------------------------- | ------------------------------------------------------------ | ---------------- | ---------------- | ---------------- | ------- |
| Singiel (m) | Cesare Colombo          |                                        | Jacques Brugnon P 0:3 (4:6,5:7,4:6)                | Nie awansował                                                | Nie awansował    | Nie awansował    | Nie awansował    | 17.     |
| Singiel (m) | Charles Simon           |                                        | Enrique de Satrústegui W 3:2 (3:6,8:6,6:2,8:6,6:2) | Jarl Malmström P 0:3 (2:6,2:6,0:5)                           | Nie awansował    | Nie awansował    | Nie awansował    | 9.      |
| Singiel (m) | Hanns Syz               | Albert Lammens P 1:3 (3:6,4:6,6:3,7:5) | Nie awansował                                      | Nie awansował                                                | Nie awansował    | Nie awansował    | Nie awansował    | 32.     |
| debel (m)   | Charles Simon Hanns Syz |                                        |                                                    | Mino Balbi di Robecco Cesare Colombo P 1:3 (3:6,5:7,6:4,4:6) | Nie awansowali   | Nie awansowali   | Nie awansowali   | 9.      |

### Wioślarstwo
| Konkurencja           | Zawodnik | Runda 1 | Runda 1 | Ćwierćfinał   | Ćwierćfinał   | Półfinał       | Półfinał       | Finał          | Finał          | Pozycja        |
| Konkurencja           | Zawodnik | Czas    | M.      | Czas          | M.            | Czas           | M.             | Czas           | M.             | Pozycja        |
| --------------------- | --- | ------- | ------- | ------------- | ------------- | -------------- | -------------- | -------------- | -------------- | -------------- |
| Jedynka               | Albert Lammens | 7:49,0  | 2.      | Nie awansował | Nie awansował | Nie awansował  | Nie awansował  | Nie awansował  | Nie awansował  | Nie awansował  |
| dwójka ze sternikiem  | Édouard Candeveau Alfred Felber Paul Piaget                                                                        |         |         |               |               | 8:50,0         | 1.             | b.d            | 3              | brąz           |
| Czwórka ze sternikiem | Willy Brüderlin Max Rudolf Paul Rudolf Hans Walter Paul Staub                                                      |         |         |               |               | 7:03,0         | 1.             | 6:54,0         | 1.             | złoto          |
| ósemka                | Hans Walter Max Rudolf Willy Brüderlin Paul Rudolf P. Baur Franz Türler Charles Freuler Rudolf Bosshard Paul Staub |         |         | 6:21,4        | 2.            | Nie awansowali | Nie awansowali | Nie awansowali | Nie awansowali | Nie awansowali |

### Zapasy
| Konkurencja               | Zawodnik        | 1/16 finału      | 1/8 finału       | Ćwierćfinał        | Półfinał         | Finał/Walka o 3. miejsce | Miejsce       |
| Konkurencja               | Zawodnik        | Przeciwnik Wynik | Przeciwnik Wynik | Przeciwnik Wynik   | Przeciwnik Wynik | Przeciwnik Wynik         | Miejsce       |
| ------------------------- | --------------- | ---------------- | ---------------- | ------------------ | ---------------- | ------------------------ | ------------- |
| styl wolny waga piórkowa  | Daniel Kaiser   |                  | wolny los        | Charles Ackerly p  | Nie awansował    | Nie awansował            | Nie awansował |
| styl wolny waga średnia   | Léonard Bron    | wolny los        | Eino Leino p     | Nie awansował      | Nie awansował    | Nie awansował            | Nie awansował |
| styl wolny waga półciężka | Charles Courant |                  | wolny los        | Jan van Rensburg W | John Redman W    | Anders Larsson p         | srebro        |
| styl wolny waga ciężka    | Robert Roth     |                  |                  | Jussi Salila W     | Fred Meyer W     | Nat Pendleton W          | złoto         |